# Burgruine Weitenegg
Die Burgruine Weitenegg steht bei der Siedlung Weitenegg in der Marktgemeinde Leiben im Bezirk Melk in Niederösterreich. Die ehemalige Abschnittsburg steht unter Denkmalschutz (Listeneintrag).

## Lage
Die Ruine der Höhenburg steht auf einem schmalen in Ost-West-Richtung verlaufenden hohen Bergrücken, welcher im Süden steil gegen die Donau abfällt.

## Geschichte
Urkundlich wurde 1108 ein Luipold Widenich genannt. Die Grafschaft hatte vom Ende des 12. Jahrhunderts bis 1513 eine wechselhafte Besitzgeschichte.
Die ältesten Bauteile sind aus dem 12. Jahrhundert. Die baulichen Erweiterungen erfolgten bis ins 17. Jahrhundert. In der Mitte des 18. Jahrhunderts verfiel die Burg. Der östliche Bergfried wurde 1870 fast zur Gänze abgetragen und als Baumaterial bei der Erweiterung der Ultramarinfabrik Weitenegg verwendet. Um 1900 erfolgten erste Sicherungs- und Restaurierungsarbeiten.

## Architektur
Die langgestreckte Burganlage hat eine Vorburg im Osten. Der eigentliche Burgkomplex bestand aus drei aufeinanderfolgenden Höfen mit hohen Mauern und Burggebäuden an den Längsseiten und zwei Bergfrieden im Osten und Westen.